# Гадка (Свентокшиське воєводство)
Гадка (пол. Gadka) — село в Польщі, у гміні Міжець Стараховицького повіту Свентокшиського воєводства.
Населення — 1237 осіб (2011).
У 1975-1998 роках село належало до Келецького воєводства.

## Демографія
Демографічна структура на день 31 березня 2011 року:
|          | Загалом | Допрацездатний вік | Працездатний вік | Постпрацездатний вік |
| -------- | ------- | ------------------ | ---------------- | -------------------- |
| Чоловіки | 611     | 127                | 415              | 69                   |
| Жінки    | 626     | 107                | 347              | 172                  |
| Разом    | 1237    | 234                | 762              | 241                  |